# North Andros Island
North Andros Island ist die Hauptinsel des Andros-Archipels der Bahamas. Mit einer Fläche von 3439 km² ist sie die größte Insel der Bahamas und die sechstgrößte der Karibik bzw. der Westindischen Inseln. 2022 hatte sie 4069 Einwohner. Damit entfallen etwa die Hälfte der Einwohner und sechzig Prozent der Fläche der Inselgruppe auf North Andros Island.

## Geografie
Die Insel hat eine Ausdehnung von 105 km mal 76 km und in etwa die Form eines um 45° gedrehten Rechtecks mit verlängerter nördlicher Spitze. Der Ostteil der Insel wird hauptsächlich von Trockenlaub- und karibischem Kiefernwald und vielen größeren Seen bestimmt; im Nordteil werden auch vereinzeln Flächen für Landwirtschaft verwendet. Entlang der Ostküste erstreckt sich mit dem Andros Island Barrier Reef das drittgrößte Barriereriff der Erde. Im Westteil finden sich periodisch überschwemmte Mangrovensümpfe sowie viele ins Land reichende Priele, Salzwiesen, sandige Eilande, Seen und nur wenige Spuren menschlicher Besiedlung. 39 km östlich von North Andros Island liegt New Providence mit der bahamaischen Hauptstadt, dazwischen befindet sich eine als Tongue of the Ocean bezeichnete bis zu 2000 m tiefe Meeresregion. Westlich von Andros erstreckt sich die Great Bahama Bank, eine ausgedehnte flache untermeerische Karbonatplattform.
North Andros Island bildet den nördlichen Teil des Archipels, südlich schließen sich kleinere Inseln wie Big Wood Cay, Pine Cay und Yellow Cay an. Dahinter liegen Middle Bight Cay (Mangrove Cay) und schließlich South Andros Island. Direkt nördlich von North Andros Island befindet sich die Inselgruppe Joulter Cays. Bis auf einen Ausschnitt in der Mitte liegt der gesamte Südwestteil innerhalb des West Side National Park. Östlich davon findet sich der 162 km² große Blue Holes National Park, der ebenfalls 2002 geöffnet wurde. Er ist bekannt für seine Blue Holes, in denen endemische Höhlenfische vorkommen. Andros hat die größte Anzahl an Blue Holes weltweit. Zudem gibt es das Crab Replenishment Reserve und die North and South Marine Reserves.

## Besiedlung
Die Bevölkerung verteilt sich hauptsächlich auf etwa ein Dutzend Dörfer an der Ostseite der Insel, die Hauptorte sind Nicholls Town im Norden (650 Einwohner) und Andros Town im Osten (2400 Einwohner). Von Andros Town besteht eine Fährverbindung nach Nassau. Einzig im äußersten Norden befindet sich eine Siedlung nahe der Westküste. Der Queen’s Highway, die einzige größere Straße, verbindet an der Ostseite die Dörfer. Eine kleinere Holzfällerstraße führt durch den Zentralteil der Insel. Der Großteil von North Andros Island gehört zum Distrikt North Andros, der südliche Teil jedoch zum Distrikt Central Andros.
Die größte Einnahmequelle ist der Tourismus, Reisende kommen hauptsächlich wegen der sehr guten Tauch- und Angelmöglichkeiten, insbesondere für Grätenfische. Die beiden Flugplätze sind San Andros Airport bei San Andros und Andros Town International Airport, von wo es tägliche Flüge nach Nassau und regelmäßige Charterflüge nach Florida gibt. Weitere wichtige Industrien sind die Fischerei, Holzwirtschaft, Handarbeiten sowie der Export von 20.000 Kubikmeter Frischwasser täglich nach Nassau. Im Jahr 2016 wurden durch Hurrikan Matthew schwere Überflutungen und Zerstörungen angerichtet.
In Fresh Creek, südlich von Andros Town an der Küste liegt das 1,7 km² große Atlantic Undersea Test and Evaluation Center (AUTEC) der United States Navy, wo im Rahmen simulierter Unterwasserkriegsführung dreidimensionale Luft- und Raumfahrt-Trajektorienmessungen durchgeführt werden. Es soll durch Tests und Unterwasserforschung Marinefähigkeiten der Vereinigten Staaten aufbauen und erhalten. Dazu gehören auch ein Hafen und Hubschrauberlandeplätze.